# William Boyett
William Boyett est un acteur américain né le 3 janvier 1927 à Akron, Ohio (États-Unis), et décédé le 29 décembre 2004 à Mission Hills (en) (Californie), d'une pneumonie.

## Filmographie

### Télévision
- 1955 : Highway Patrol (en) (série TV) : Officer Johnson (1955-58) / Sgt Ken Williams (1958-59)
- 1971 : Vanished (TV)
- 1975 : Mobile Two (TV) : Lt. Don Carter
- 1977 : Rosetti and Ryan: Men Who Love Women (TV) : Hannigan
- 1978 : Emergency: Survival on Charter #220 (TV) : Chief McConnike, LACoFD
- 1978 : How the West Was Won (feuilleton TV) : Dr. Dupree
- 1979 : Ike (mini-série) : Gen. Ward Hoffenberg
- 1979 : Meurtres à San Francisco (The Golden Gate Murders) (TV) : Bridge Supervisor
- 1981 : Spider-Man (série TV) (voix)
- 1983 : The Christmas Tree Train (TV) : Ranger Jones
- 1984 : Which Witch Is Which? (TV) : Ranger Jones
- 1984 : Miss muscles (Getting Physical) (TV) : Desk Sergeant
- 1985 : The Turkey Caper (TV) : Ranger Jones
- 1986 : Au-dessus de tout soupçon (The Deliberate Stranger) (TV) : Aspen detective
- 1987 : A Chucklewood Easter (TV) : Ranger Jones
- 1991 : Strays (TV) : Dr. Lyle Sokol
- 1963 : Hôpital central ("General Hospital") (série TV) : Fred Eckert (1991)
- 1994 : Le Corps du délit (Blood Run) (TV) : Briskin
- 1994 : Girls in Prison (TV) : Dr. Shainmark'

### Cinéma
- 1952 : Without Warning! : Cop Hit By Martin
- 1953 : So This Is Love de Lew Landers : George Gershwin
- 1953 : Investigation criminelle (Vice Squad) d'Arnold Laven : Officer Kellogg
- 1954 : La police est sur les dents (en) (Dragnet) de Jack Webb : Courtroom gofer
- 1955 : Le Pacte des tueurs (Big House, U.S.A.) de Howard W. Koch
- 1955 : Le Gang des jeunes (Running Wild) d'Abner Biberman
- 1956 : Inside Detroit : One of Blair's U.A.W. Friends
- 1956 : Planète interdite (Forbidden Planet) : Crewman
- 1956 : Francis in the Haunted House : Kissing Man
- 1956 : Behind the High Wall d'Abner Biberman : Policeman
- 1956 : L'Invraisemblable Vérité (Beyond a Reasonable Doubt) de Fritz Lang : Staff
- 1956 : Fighting Trouble (en) : Chips Conroy
- 1956 : Emergency Hospital : Traffic Officer
- 1957 : Until They Sail : US Marine
- 1957 : Young and Dangerous : Pier cop
- 1958 : Tarawa, tête de pont (Tarawa Beachhead) : Ullman
- 1959 : It Started with a Kiss : Alec
- 1969 : Sam Whiskey le dur
- 1970 : Airport : Jack
- 1979 : Terreur sur la ligne (When a Stranger Calls) : Sgt. Sacker
- 1980 : Gypsy Angels : Mr Allman
- 1981 : Les Tueurs de l'éclipse (Bloody Birthday)
- 1983 : Space Raiders : Taggert
- 1984 : Sam's Son : Coach Sutter
- 1986 : Native Son : Reporter
- 1987 : Hidden (The Hidden) : Jonathan Miller
- 1991 : Les Aventures de Rocketeer (The Rocketeer) : Government Liaison
- 1992 : Newsies : Juge Movealong Monahan'